# 栗本法子
栗本 法子（くりもと のりこ、1973年6月18日 - ）は、日本の元フリーアナウンサーである。

## 履歴
詳細は基礎情報を参照。滋賀県立膳所高等学校、京都女子大学卒業後、滋賀銀行に勤務しながら、KTR関西放送文化連盟の日曜クラスでアナウンスを勉強。1998年、地元びわ湖放送のキャスターに起用された。
その後、NHK甲府放送局の契約キャスターを経て、2002年4月、NHK衛星放送局契約となり、衛星第1テレビ（BS1）の報道番組を中心に活動した。
2008年3月23日に挙式、披露宴を行う。
2009年7月に第一子出産。女児
2012年3月に第二子出産。女児
現在は東京都在住。

## 担当していた番組
- 『まるまる山梨610』 - NHK甲府
- 『山梨くらしのガイド』 - NHK甲府
- 『BSニュース50』 - BS1、2002年4月1日から番組終了（2004年10月29日）
- 『お元気ですか日本列島』 - 総合テレビ
  - なるほどニュースQ&A - 2003・2004年度
  - ぐるっとニュース・関東甲信越 - 2007年4月4日から2008年3月19日
- 『BS列島ニュース』 - BS1、2004年度（当時『列島ニュース』）および2007年4月9日から2008年3月28日
- 『NHK BSニュース』 - BS1、番組開始（2004年11月6日）から2008年3月28日